# Bradypterus baboecala
El zarzalero charlatán  (Bradypterus baboecala) es una especie de ave paseriforme de la familia Locustellidae propia de las regiones del sur del África subsahariana. 

## Distribución y hábitat
Se lo encuentra en Angola, Botsuana, Burundi, Camerún, Chad, Etiopía, Kenia, Malaui, Mozambique, Namibia, Nigeria, República del Congo, República Democrática del Congo, Ruanda, Sudáfrica, Sudán del sur, Suazilandia, Tanzania, Togo, Uganda, Zambia, y Zimbabue. Su hábitat natural son los pantanos.